# Stockhaus (Leipzig)

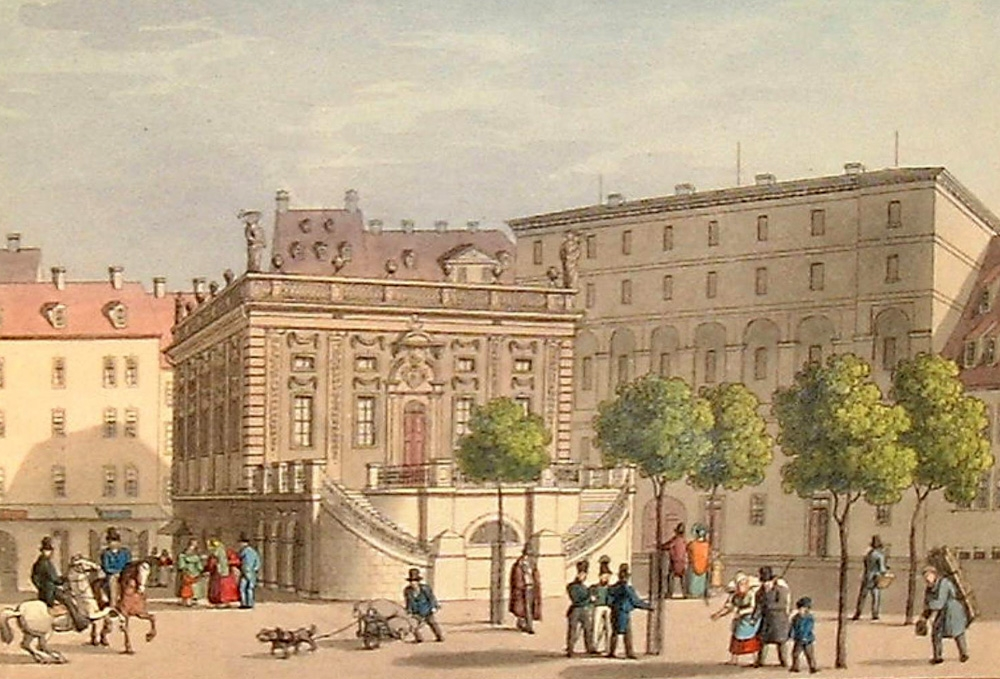
Das Stockhaus rechts hinter der Alten Handelsbörse

Das Stockhaus  war ein im 19. Jahrhundert in Leipzig am Naschmarkt bestehendes Gebäude.

## Lage und Gestalt
Das Stockhaus stand mit seiner Hauptfront der Alten Handelsbörse gegenüber und war das Eckhaus Naschmarkt/Salzgäßchen. Das rechte Nachbargebäude war die Polizeiwache der Stadt. Das Stockhaus war ein schlichter Bau mit zehn Fensterachsen zum Naschmarkt. Die Außenachsen waren flache Risalite. Über Erdgeschoss und Mezzanin erhoben sich noch drei Stockwerke.

## Geschichte
Das Stockhaus wurde 1827 errichtet. Vorgängerbau war der Burgkeller, der 1592 erbaut worden war und die Brotbänke, die Garküche, eine Trinkstube und anderes enthalten hatte. In einem kleinen Turm, nach seinem ersten Insassen Spindlertürmchen genannt, waren schuldhafte Bankrotteure festgesetzt worden.
Einem ähnlichen Zweck diente auch das Stockhaus. Die oberen drei Etagen bestanden aus Arrestzellen für einen oder mehrere Gefangene. Insassen waren sowohl Untersuchungsgefangene als auch Verurteilte mit Gefängnisstrafen von wenigen Monaten. Aus dieser Verwendung hatte das Haus auch seinen Namen, denn der „Stock“ war zu dieser Zeit auch die Bezeichnung für ein Gefängnis.
In der ersten Etage lag die Wohnung des „Stockmeisters“. Außerdem war in dem Haus eine Wache der Leipziger Kommunalgarde untergebracht. Auch die Leipziger Sänftenträger, die ab 1841 von den Droschken verdrängt wurden und dann noch andere Dienstleistungen ausführten, hatten hier ihr Quartier.
Als ab 1904 der Bau des Handelshofs als zweites Mustermesse-Ausstellungshaus vorbereitet wurde, fiel das Stockhaus zusammen mit allen Gebäuden des Blocks dem Abriss zum Opfer.

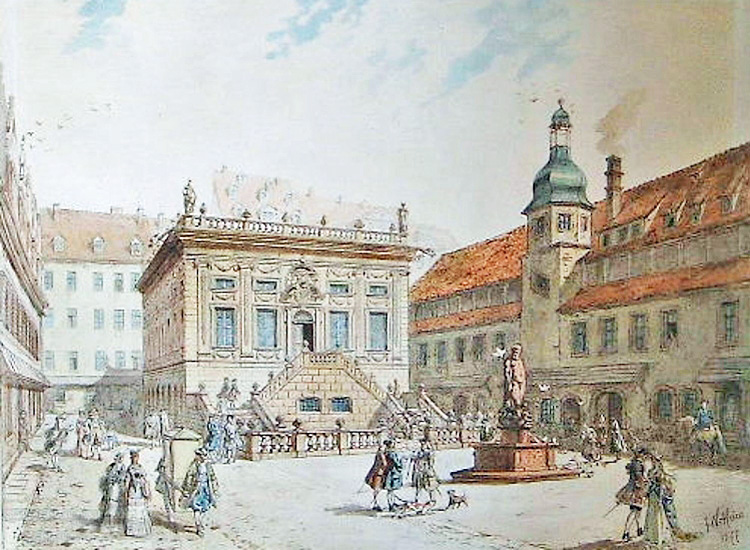
Der Burgkeller am Naschmarkt, Vorgänger des Stockhauses
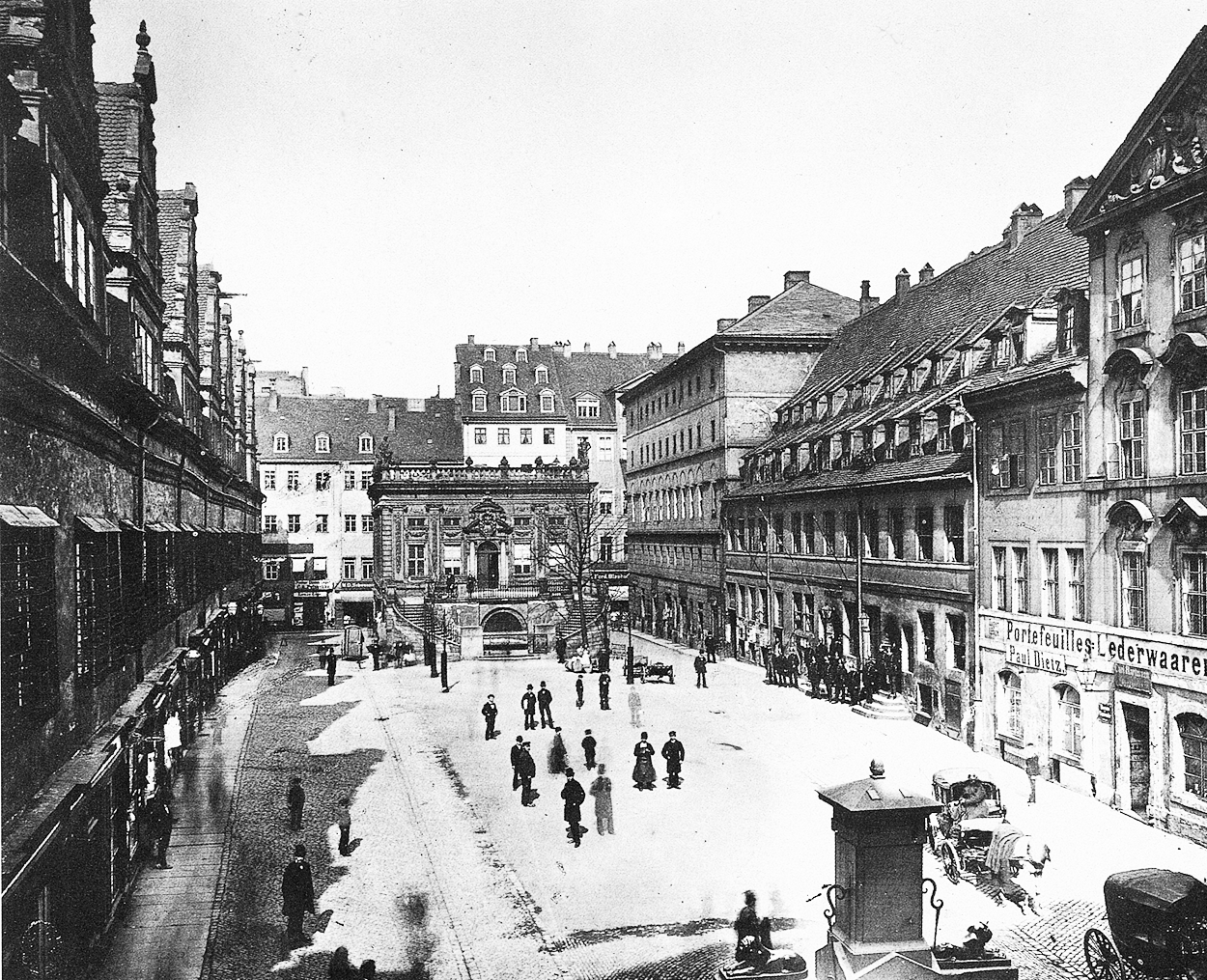
Der Naschmarkt um 1880 mit dem Stockhaus (hinten rechts)
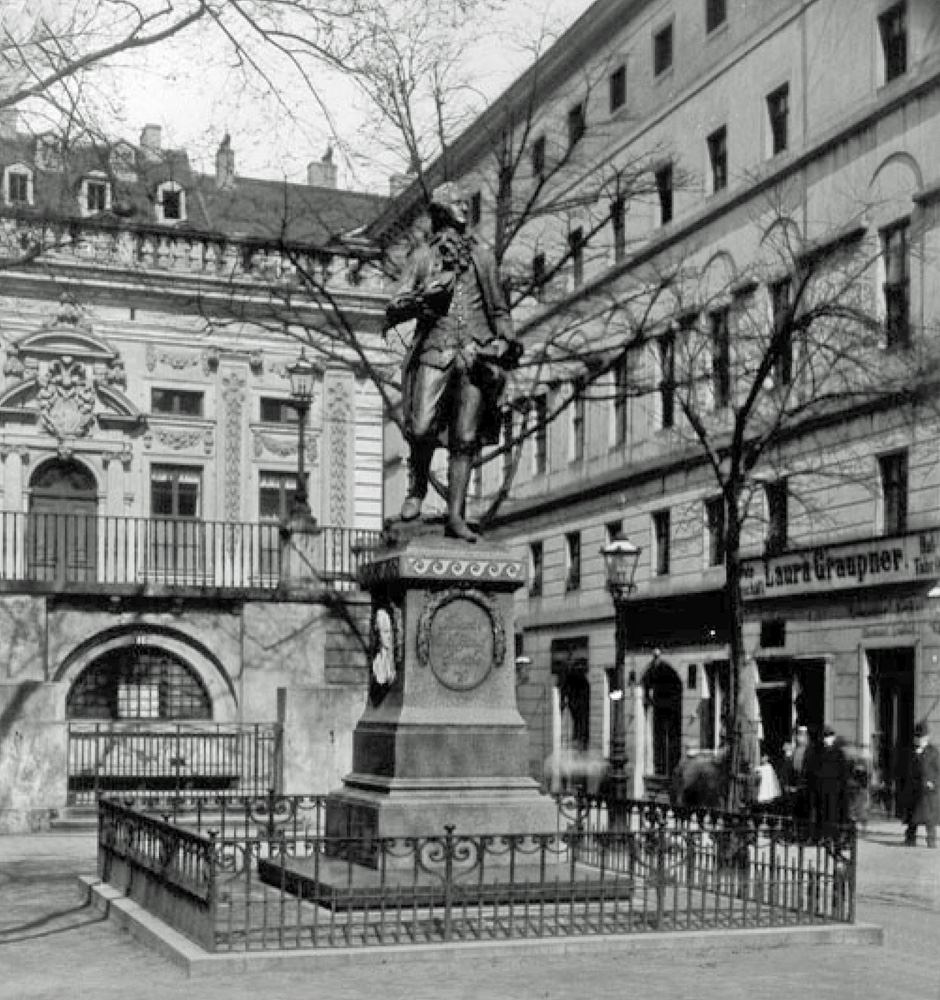
Das Goethedenkmal mit Börse und Stockhaus 1903
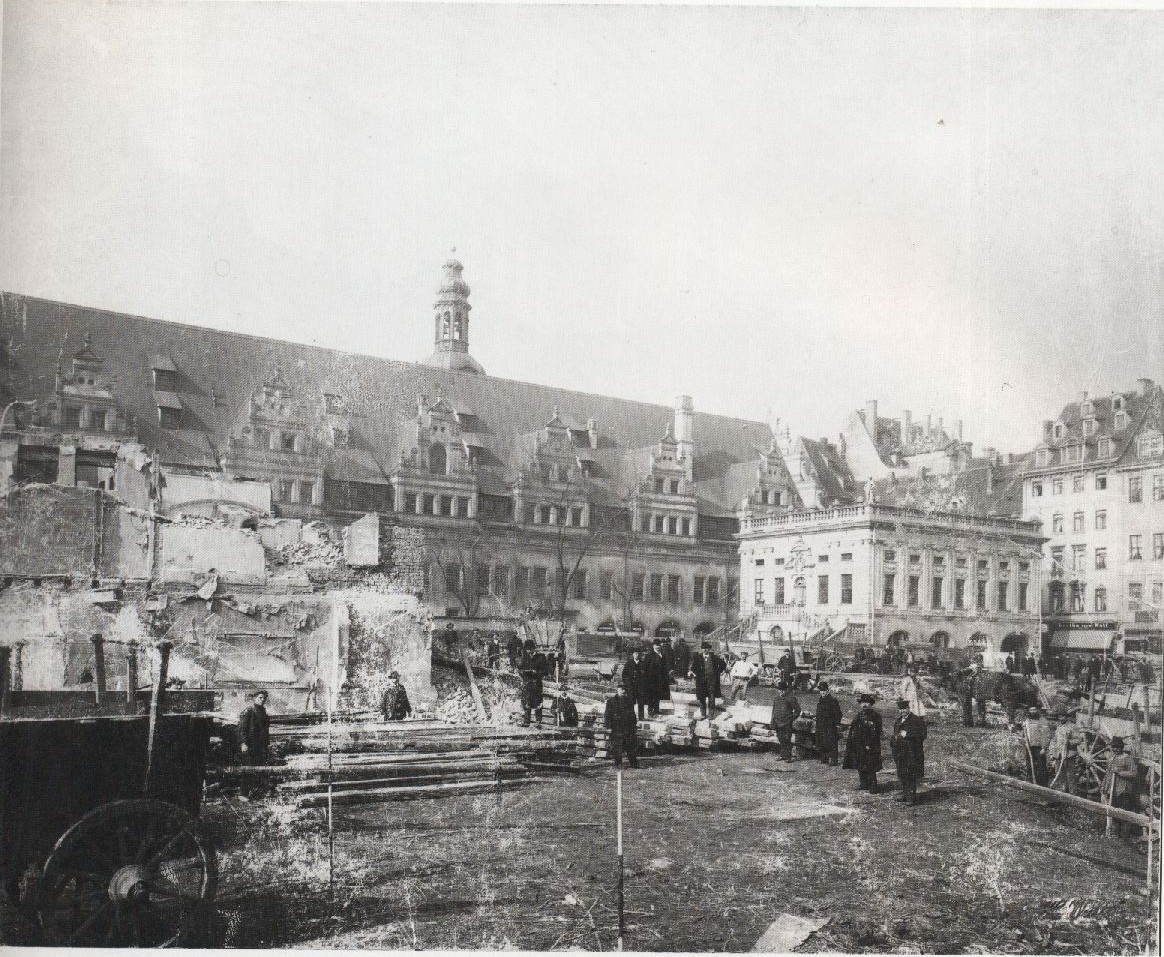
Der Abriss des Stockhauses 1904